# Années 1000 en Angleterre
Pour un article plus général, voir Années 1000.
Cette page recense les événements qui ont eu lieu au cours des années 1000 en Angleterre.
Monarque – Æthelred le Malavisé

## Événements
- 1000
  - Une flotte anglaise envahit l'île de Man.
  - Invasion anglaise ratée de la Cumbrie.
  - Le poème héroïque La Bataille de Maldon est rédigé.
- 1001
  - Première bataille d'Alton : l'Angleterre ne parvient pas à repousser les envahisseurs Viking.
  - Bataille de Pinhoe (en) dans le comté de Devon : l'Angleterre ne parvient pas à repousser les envahisseurs Viking.
  - Les reliques du roi Édouard le Martyr sont transférées à l'abbaye de Shaftesbury.
- 1002
  - Danegeld verse un tribut de 24 000 £ aux Vikings afin qu'en échange, ceux-ci quittent l'Angleterre.
  - Le roi Æthelred le Malavisé se marie, en secondes noces, avec Emma, fille de Richard Ier de Normandie.
  - 13 novembre : massacre de la Saint-Brice[1].
- 1003
  - Sven Ier, roi du Danemark, envahit l'Angleterre en représailles du massacre de la Saint-Brice.
- 1004
  - Raids Vikings sur Devon et Est-Anglie.
- 1005
  - 16 novembre : Ælfric, archevêque de Cantorbéry, meurt, laissant ses navires aux habitants de Wiltshire et du Kent dans sa dernière volonté, les meilleurs, équipés pour soixante hommes, reviennent au roi Æthelred.
  - Les raids viking se poursuivent dans le Sud de l'Angleterre.
- 1006
  - Alphège est intronisé archevêque de Cantorbéry.
  - Raids Vikings dans le Sud-Est de l'Angleterre, de l'île de Wight à Reading et ils passent l'hiver à Wallingford.
- 1007
  - Danegeld verse un tribut de 36 000 £ aux Vikings afin qu'en échange, ceux-ci n'attaquent pas l'Angleterre pendant deux ans.
- 1008
  - Æthelred et l'archevêque Wulfstan de York promulguent des lois pour la protection du christianisme en Angleterre.
- 1009
  - Nouvelle flotte anglaise assemblée[2].
  - 1er août : les Vikings occupent Sandwich, attaquent Londres, et brûlent Oxford.

## Naissances
- 1003/1004
  - Édouard le Confesseur (1003/1004-1066), roi.
- 1004
  - Godgifu (1004-1055), princesse.

## Décès
- 999, 1000 ou 1001
  - 17 novembre : Ælfthryth (née vers 945), reine consort d'Angleterre.
- 1001
  - 7 octobre : Æthelstan (en), évêque d'Elmham[3].
- 1002
  - 8 janvier : Wulfsige, évêque de Sherborne[4].
  - 23 avril : Æscwig (en), évêque de Dorchester[5].
  - 6 mai ou 4 juin : Ealdwulf, archevêque d'York[6],[7].
- entre 1002 et 1004
  - Wulfric Spot, noble.
- 1005
  - 16 novembre : Ælfric d'Abingdon, archevêque de Cantorbéry[8].
- 1006 :
  - Ælfhelm, ealdorman d'York.
  - Cenwulf, évêque de Winchester[9].
- 1007
  - 27 février : Ælfwaru (en), noble.
- entre 1007 et 1009 :
  - Ordbriht (en), évêque de Selsey[10].